# Othmar Spann
Othmar Spann (Vienna, 1º ottobre 1878 – Neustift, 8 luglio 1950) è stato un filosofo, sociologo ed economista austriaco.

## Biografia
Studiò filosofia e scienze politiche nelle università di Vienna, Zurigo, Berna e Tübingen. Fu poi docente di Economia Politica dell'università di Vienna dal 1919 al 1949. Le sue radicali opinioni anti-liberali e anti-socialiste, espresse nei suoi libri e corsi di lezioni, contribuirono all'inimicarsi delle fazioni politiche in Austria nel corso del periodo tra le due guerre. Fu uno dei maggiori esponenti della Rivoluzione conservatrice tedesca, con la sua opera Der wahre Staat (1921).
È considerato il maggiore esponente della dottrina "universalistica organica" della società e dello Stato. Questa sua teorizzazione ebbe una notevole fortuna negli anni Trenta come fonte d'ispirazione per i tentativi di trasformazione in senso corporativo dello Stato nei regimi fascisti europei. Quando però i nazisti, fautori di uno stato totalitario e non organico come invece preconizzato da Spann, occuparono l'Austria nel 1938, lo arrestarono e lo imprigionarono per un anno e mezzo. Dopo si ritirò a vita privata.

## Opere
- Die Haupttheorien der Volkswirtschaftslehre (1910)
- Fundament der Volkswirtschaftslehre (1918)
- Der wahre Staat (1921)
- Kategorienlehre (1924)
- Der Schöpfungsgang des Geistes (1928)
- Gesellschaftsphilosophie (1932)
- Naturphilosophie (1937)
- Breve storia delle teorie economiche, Sansoni, 1945
- Religionsphilosophie auf geschichtlicher Grundlage (1947)
- Das philosophische Gesamtwerk in Auszug (5 voll. 1950) postumo
- Ganzheitliche Logik (5 voll. 1957) postumo